# Piotr Rubis
Piotr Jefimowicz Rubis, Piotr Jafimawicz Rubis (ros. Пётр Ефимович Рубис, biał. Пётр Яфімавіч Рубіс ur. 14 października 1916 we wsi Ciosny w guberni witebskiej, zm. 11 kwietnia 1998) – polityk Białoruskiej SRR.

## Życiorys
W 1933 został sekretarzem rady wiejskiej, od 1937 do 1940 służył w Armii Czerwonej, później kierował wydziałem Komitetu Wykonawczego Rossońskiej Rady Rejonowej. Podczas niemieckiej okupacji we wrześniu 1941 został członkiem podziemnej organizacji komsomolskiej i później partyjnej (w 1942 uzyskał członkostwo w WKP(b)), a w maju 1942 komisarzem Brygady Partyzanckiej im. Stalina, następnie w lipcu i sierpniu 1942 był szefem sztabu tej brygady. Od października 1942 do listopada 1943 wchodził w skład rossońskiego podziemnego komitetu Komunistycznej Partii (bolszewików) Białorusi, a po ponownym zajęciu Białorusi przez Armię Czerwoną w 1944 został etatowym pracownikiem aparatu partyjnego i administracyjnego, będąc m.in. szefem rejonowego zarządu gospodarki rolnej. Uczył się w Wyższej Szkole Partyjnej przy KC Komunistycznej Partii Białorusi w Mińsku, w 1961 był I sekretarzem Komitetu Rejonowego KPB w Głębokiem, potem kierował w tym mieście terytorialnym sowchozowo-kołchozowym zarządem produkcyjnym. Od 12 stycznia 1963 do 28 grudnia 1977 był przewodniczącym Komitetu Wykonawczego Witebskiej Wiejskiej Rady Obwodowej/Witebskiej Rady Obwodowej. Był deputowanym do Rady Najwyższej ZSRR 6 kadencji. Został odznaczony m.in. Orderem Czerwonego Sztandaru Pracy (1976).